# أوريدو فلسطين
أوريدو فلسطين  و أوريدو (بالإنجليزية: Ooredoo Palestine ) هي شركة اتصالات خلوية فلسطينية، انشأت بالشراكة ما بين الشركة الوطنيّة الدوليّة منطقة حرّة، المملوكة بالكامل من شركة الوطنيّة للاتصالات المتنقلة (NMTC) التي تملك غالبيتها مجموعة Ooredooالعالمية، وبين شركة صندوق الاستثمار الفلسطيني، في العام 2010 تمّ رفع رأس المال وطرح 15% من رأس مال Ooredoo للعموم بموجب اكتتاب أوليّ عام، وفي العام 2018 تم رفع رأس مال الشركة بقيمة 35 مليون دولار بموجب اكتتاب ثانوي عام، حيث أصبحت ملكية الشركة الوطنيّة الدولية – منطقة حرة تعادل 49.3% وملكية شركة صندوق الاستثمار الفلسطيني تعادل 34.6% و 16.1% تعود ملكيتها للعموم لتسجل بذلك الشركة أكبر رأس مال في بورصة فلسطين بقيمة 293 مليون سهم مصدر ومدفوع..

## تاريخ الشركة
15 أيار 2006
السلطة الوطنية الفلسطينية تعلن عن فتح باب المناقصة لمشغل ثاني لخدمات الهاتف المحمول في الأراضي الفلسطينية.
حزيران 2006 
الوطنية الدولية تتقدم لمناقصة رخصة المشغل الثاني لخدمات الهاتف المحمول بقيمة 355 مليون دولار أمريكي.
16 أيلول 2006 
وزارة الاتصالات وتكنولوجيا المعلومات تعلن فوز الوطنية الدولية بعطاء رخصة المشغل الثاني لخدمات الهاتف المحمول.
11 تشرين أول 2006
صندوق الاستثمار الفلسطيني والوطنية الدولية يوقعان اتفاقية تأسيس شركة اتصالات متنقلة في فلسطين، الوطنية الفلسطينية للاتصالات 'الوطنية موبايل'.
13 آذار 2007 
شركة الاتصالات القطرية 'كيوتل' تستحوذ على 51% من الوطنية الدولية.
15 آذار 2007
الوطنية الفلسطينية للاتصالات 'الوطنية موبايل' توقع رخصة المشغل الثاني لخدمات الهاتف المحمول مع وزارة الاتصالات وتكنولوجيا المعلومات الفلسطينية
29 تموز 2008
الوطنية موبايل تحصل على الترددات اللازمة لمباشرة أعمالها وبناء شبكتها
23 آب 2009
بهدف تلبية الخطط لإطلاق الشركة في 15 تشرين أول 2009، أبلغت الوطنية موبايل وزارة الاتصالات وتكنولوجيا المعلومات الفلسطينية بأن الترددات اللازمة لإطلاق الشركة يجب أن يتم منحها قبل 15 أيلول 2009.
1 تشرين ثاني 2009
الوطنية موبايل تطلق أعمالها التجارية في الضفة الغربية.
23 أكتوبر 2017 الوطنية موبايل تطلق أعمالها التجارية في قطاع غزة وسط ترحيب كبير.
27 نوفمبر 2018الوطنية موبايل توحد علامتها التجارية لتصبح Ooredoo Palestine

## جدل حول الملكية
لقد تناولتها وسائل الإعلام في إطار الحديث عن أسباب تأجيل التصويت على قرار في مجلس حقوق الإنسان يخص الموافقة على تقرير بعثة الأمم المتحدة لتقصي الحقائق في نزاع غزة، وذكرت صحيفة معاريف أن ضباطًا كبارًا في الجيش الإسرائيلي حاولوا الضغط على السلطة الفلسطينية لإرجاء التصويت على تقرير بعثة تقصي الحقائق، حيث عارضت إسرائيل منح الشركة ترخيصًا لبناء الشبكة الخليوية؛ بدعوى أن تردد موجات الشبكة يتعارض مع تردد موجات الجيش الإسرائيلي، وذكرت معاريف أن الوطنية موبايل يقف على رأسها نجل محمود عباس. وقد تم التراجع عن هذه الادعاءات من قبل القناة الثانية للتلفزيون الإسرائيلي.

## وصلات خارجية
- الموقع الرسمي لاوريدو فلسطين
- عن الشركة